# Vjatjeslav Janovskij
Vjatjeslav Jevgenjevitj Janovskij (ryska: Вячеслав Евгеньевич Яновский), född den 24 augusti 1957 i Vitebsk, Vitryska SSR, är en sovjetisk boxare som tog OS-guld i lätt welterviktsboxning 1988 i Seoul. Janovskij besegrade Grahame Cheney från Australien med 5-0 i finalen. Han började boxas vid 13 års ålder.